# 短尾幽蟌
短尾幽蟌，又名臺灣尾溪蟌，為臺灣特有的幽蟌科尾溪蟌屬物種。普遍分布於低海拔山區，但數量較短腹幽蟌少，常見於清澈溪流或上游活動。體長40-48mm，雄蟲複眼為黑色，合胸呈黑色具藍色的粉末，未成熟的雄蟲近似雌蟲，合胸側視具黑、黃相間條紋，成熟的個體為藍灰色不具斑紋，腹部為黑色，末端呈白色，雌蟲較小，合胸側視具黑、黃斑紋無粉末分布，腹部較粗，末端無白色分布。